# 귀무자 2
《귀무자 2》(Onimusha 2: Samurai's Destiny, 鬼武者2)는 2002년 3월 캡콤에서 제작한 PlayStation 2로 플레이하는 귀무자의 후속작 게임이다. 등급은 청소년 이용불가이다.

## 스토리
에이로쿠(永綠) 3년(1560년) 오케하자마(桶狭間)의 전투에서 이마가와 요시모토(今川義元)를 물리친 오다 노부나가는 그 직후 적이 쏜 한 대의 화살에 목숨을 잃었다. 하지만 노부나가의 운명은 끝나지 않았다. 그는 땅 속 깊은 곳에 존재하는 환마의 힘으로 되살아난 것이다. 환마는 지상으로 나와 사람들을 습격하기 시작했다. 하지만 그 때 한 명의 젊은 무사 아케치 사마노스케라는 사내가 나타나 환마왕을 쓰러뜨렸다. 하지만 악몽은 끝나지 않았다. 그로부터 몇년 후 새로운 환마왕이 된 노부나가가 다시 천하통일의 진격을 개시한 것이다.

## 실제 역사
- 야규 쥬베이는 1603년 출생이다. 오다 노부나가와는 다른 시대 사람이다.

## 등장 인물
야규 쥬베이연령 불명
아규 일족의 초대 당주이자 신음류의 창시자인 야규 무네요시 후에 세키 슈사이가 된다. 참고로 야규 일족의 당주는 아명을 모두 쥬베이라고 부른다. 본편의 주인공.
사이가 마고이치33세
사이가 조총부대의 두목. 두뇌도 명석하고 호탕한 성격인 반면 냉정한 면도 있다. 총만이 아니라 검에도 일가견이 있는 사내.
안코쿠지 에케이36세
보장원류 창술의 달인 돈과 술과 여자를 너무나 좋아하는 승려이다.
후마 코타로17세
관동지방을 다스리는 호조 일족을 받드는 후마 일족의 닌자. 수많은 닌법을 구사하며 재빠른 몸놀림으로 상대를 농락한다.
오다니노 오유20세
서양풍의 갑옷을 몸에 두르고 있는 여검사. 애용하는 무기 역시 서양에서 넘어온 검이다. 요염한 미인이지만 무엇인가를 숨기고 있는 것 같은데...
오다 노부나가39세
환마와 결탁하여 천하통일을 노리는 마인. 아사이 나가마사를 토벌하고 환마를 부려 오다니 성 공격을 명령한다.
고간단테스연령 불명
환마계 최강의기사.쥬베이와 만난뒤로 라이벌이된다.몸주의 에 이상한결계가 둘러싸고있다.
타카죠연령 불명
쥬베이의 어머니.비록 요괴이지만 쥬베이에게 구슬에대한정보를알려준다 쥬베이에게 귀신의 혼을 흡수하는 힘을 넘겨주기도 했다.
키노시타 토키치로연령 불명
노부나가의 부하.쥬베이와 만난뒤로 함정을 자주빠트린다.오유를 노부나가에게 데리고 가려는 목적을 가졌다.

## 아이템 소개
약초(체력회복 小)
들에서 자라는 향기좋은 풀잎을 쪄서 즙을 마신다.
환약(체력회복 中)
약초를 이겨넣어 먹기 쉽도록 둥글게 만든 것 통에 들어있다.
비약(체력회복 大)
여러 종류의 생약을 중국 전래의 방법으로 조합한것
귀약(귀력회복 小)
보라색의 빛의 신비한 액체가 작은 항아리에 담겨 있는 것. 마시면 귀력이 회복된다.
대귀약(귀력회복 中)
보라색의 빛의 신비한 액체가 작은 병에 담겨 있는 것. 마시면 귀력이 회복된다.
초귀약(귀력회복 大)
보라색 빛의 신비한 액체가 작은 병에 담겨 있는 것.마시면 귀력이 회복한다.
극약(체력.귀력 모두회복)
비경이 전해지는 환상의 약.마시면 그 즉시 힘이 넘쳐난다.
분신의 나무패(죽으면 1개당한번만 부활함)
신비한 사념이 담긴 나무패 죽음을 맞이했을 때 한번만 목숨을 구해준다.
입산허가증(금광 출입권)(필수!)
한번만 보여주면 그뒤로 금광을 맘대로 들어갔다 나올 수 있다.

## 장비
미케덴타
처음부터 장비하고 있는 쥬베이의 칼. 유명한 대장장이인 미케덴타 미츠요가 만들었다.
아규의 옷
아규 가문에 대대로 전해지는 기법으로 짠 옷. 보기보다 가볍고 방어력이 높다. 강화하면 방어력이 올라간다.
아규의 다리보호대
아규 가문에 대대로 전해지는 다리 보호대. 가볍기 때문에 빠르게 움직일 수 있다. 강화하면 발차기 위력이 올라간다.
아규의 팔보호대
아규 가문에 대대로 전해지는 팔 보호대. 검을 휘두르기 쉽도록 매우 가벼운 소재로 만들어졌다. 강화하면 힘을 모으는 속도가 빨라진다.
무뢰도
벼락의 힘이 담긴 검. 공격 속도가 빠르고 예리하여 사용하기 편하다. 장비하면 벼락의 귀전술을 사용할 수 있다.
빙인창
얼음의 힘이 담긴 창 길기 때문에 멀리 떨어져 있는 적도 찌를 수 있다. 장비하면 얼음의 귀전술을 사용할 수 있다.
선풍환
바람의 힘이 담긴 쌍날검. 쥬베이의 무기 중 공격 속도가 제일 빠르다. 장비하면 바람의 귀전술을 사용할 수 있다.
토황추
땅의 힘이 담긴 망치. 대지를 울릴 정도의 위력을 가지고 있다. 장비하면 땅의 귀전술을 사용할 수 있다.
화열검
불의 힘이 담긴 도 엄청난 화염의위력을 가지고 있다. 장비하면 화염의 귀전술을 사용할 수 있다.

## 평가
| 평가 |        |
| --- | ------ |
| 통합 점수 통합사 점수 메타크리틱 84/100 [ 1 ] 평론 점수 평론사 점수 패미츠 36/40 [ 2 ] 게임 레볼루션 B+ [ 3 ] 게임스팟 7.9/10 [ 4 ] 게임스파이 4/5 [ 5 ] IGN 8.9/10 [ 6 ] PALGN 8/10 [ 7 ] |        |
| 통합 점수 |        |
| 통합사 | 점수   |
| 메타크리틱 | 84/100 |
| 평론 점수 |        |
| 평론사 | 점수   |
| 패미츠 | 36/40  |
| 게임 레볼루션 | B+     |
| 게임스팟 | 7.9/10 |
| 게임스파이 | 4/5    |
| IGN | 8.9/10 |
| PALGN | 8/10   |